# المدفوعات كخدمة
المدفوعات كخدمة المصطلح بالإنجليزية Payments as a service (PaaS) هي عبارة تسويقية تستخدم لوصف البرنامج كخدمة لتوصيل مجموعة من أنظمة الدفع الدولية. يتم تمثيل البنية بواسطة طبقة - أو تراكيب - توجد فوق هذه الأنظمة المتباينة وتوفر اتصالات ثنائية الاتجاه بين نظام الدفع و PaaS. يحكم التواصل واجهات برمجة التطبيقات القياسية التي أنشأها مزود PaaS.

## التاريخ
منذ الثمانينات من القرن الماضي ، كانت بطاقات الائتمان وأنظمة التحويل المصرفي الدولية مثل جمعية الاتصالات المالية بين البنوك في العالم (SWIFT)  هي الطرق الأساسية لإرسال وتلقي المدفوعات الإلكترونية عبر الحدود. داخل كل دولة على حدة ، استخدم الدائنون والمستفيدون أنظمة إلكترونية مختلفة لإجراء هذه المدفوعات. في الولايات المتحدة ، على سبيل المثال ، يدير بنك الاحتياطي الفيدرالي نظام تبادل المعلومات الآلي (ACH). في معظم دول الاتحاد الأوروبي ، الخصم المباشر هو الطريقة المفضلة لتسهيل المدفوعات الإلكترونية.
مع ظهور شبكة الويب العالمية ، أصبح من الضروري توفير أنظمة دفع بديلة. في البداية ، كان المستهلكون مترددين في استخدام بطاقات الائتمان الخاصة بهم على الويب بسبب المخاوف الأمنية. حاول رواد الأعمال تسويق «محفظة إلكترونية». في وقت مبكر من عام 1994 ، سمحت CyberCash للمستهلكين بإجراء عمليات شراء آمنة عبر الإنترنت.
فشل CyberCash في النهاية. في مارس من عام 2000 ، تم تشكيل PayPal وأصبح محفظة إلكترونية سائدة في الولايات المتحدة ، وتشمل الخدمات الإقليمية المشابهة ويب موني و ياندكس.المال في روسيا و علي باي في الصين. على الرغم من أنها تحظى بشعبية في بلدانها ، إلا أنها لا تتمتع بنطاق عالمي كبير. أصبحت باي بال وسكريل  محافظًا إلكترونية إقليمية ، توفر سيولة أكبر ، لكنها لا توفر التدفق الحر للأموال بين جميع حلول المحفظة الإلكترونية الشعبية.

## طبقة PaaS
تم تصميم PaaS للسماح للتجار والمشاركين الآخرين في السوق باستخدام خيارات الدفع المحلية والإقليمية والعالمية من خلال واجهة واحدة. تتم معالجة تعقيد نقل الأموال بين مقدمي الخدمة بواسطة طبقة PaaS ويتم إخفاءه عن المستخدم. بشكل عام ، هناك واجهة واحدة فقط بين التاجر و PaaS. نظرًا لأن واجهة واحدة فقط مطلوبة ، فلا يلزم التجار أو المستخدمين سوى الاحتفاظ بمستودع مالي واحد.